# گرونایکی
گرونایکی (به لهستانی:  Grunajki) یک روستا در لهستان است که در گمینا بانگه مازورسکیه واقع شده‌است.